# بلانياك
بلايانا هي بلدية في إقليم غارون العليا في جنوب غرب فرنسا. وهي أكبر ثالث ضاحية من مدينة تولوز، على الرغم من أن يحكمها مجلس منفصل، والمتاخمة لأنه على الجانب الشمال الغربي. وهي عضو في المجتمع الحضري لتولوز الكبرى.

## الجغرافيا
يشكل نهر توتش جزءا من الحدود الجنوبية البلدية، ثم يصب في نهر غارون، والتي تشكل كل من حدودها الشرقية. ويتكون 38٪ في المئة من مساحة تصل المساحات الخضراء، خصوصا على طول نهر غارون وفي الحدائق العامة.

## الاقتصاد
إيرباص، مجموعة إيرباص وإيه تي آر تتواجد مكاتبها الرئيسية في بلايانا.

## التعليم
بلانياك، لدية قدرة استيعاب 5,500 طالب في 7 دور الحضانة، و 5 مدارس ابتدائية ومدرستين ثانويتين، ومدرسة واحدة خاصة.

## توأمة
لبلانياك اتفاقيات توأمة مع كل من:
- بوكستهوده
- بوميليانو داركو
- أورينبورغ

## وصلات خارجية
- موقع رسمي